# نورثروپ سویچبلید
نورثروپ سویچبلید (به انگلیسی: Northrop Switchblade) یک هواپیمای ساختِ کارخانهٔ نورثروپ در کشور ایالات متحده آمریکا است. نخستین استفاده‌کنندهٔ این هواپیما نیروی هوایی ایالات متحده آمریکا بوده‌است.